# Brassicàcies
Les brassicàcies (Brassicaceae) són una família de plantes de l'ordre brassicals. Es tracta d'una família cosmopolita, amb 390 gèneres i 3.000 espècies. A Europa hi ha 108 gèneres amb espècies silvestres. Les brassicàcies tenen la màxima diversitat a la regió mediterrània i es distribueixen per les regions de clima temperat.
Abans, la família s'anomenava Crucíferes o Cruciferae, nom encara admès en la nomenclatura. La planta tipus d'on prové el nom de la família és la col (Brassica spp.). Totes són plantes herbàcies anuals, bianuals o perennes. Normalment tenen les fulles en disposició alterna. Molts membres tenen components glucosinolats que emeten una olor característica.
A part de la seva importància econòmica, les brassicàcies també en tenen des del punt de vista científic, ja que Arabidopsis thaliana és la planta escollida per a l'estudi dels vegetals en general.

## Morfologia
Són plantes herbàcies de fulles alternes, simples, senceres o dividides, de vegades en roseta basal. Les inflorescències tenen forma de raïm. Les flors són hermafrodites, actinomorfes. El calze té quatre sèpals lliures, i la corol·la quatre pètals més, també lliures, i sis estams lliures, quatre de llargs i dos de més menuts. El gineceu té ovari súper, amb dos carpels i un estil. Fruit en síliqua o en silícula.

## Ecologia
Gairebé totes les espècies viuen en camps i hortes, i moltes estan presents a les vores de camins i carreteres. Algunes són clarament costaneres, com el rave de mar, els caps blancs, Diplotaxis ibicensis, Malcolmia maritima, Maresia nana i algunes Matthiola.
Succowia balearica i Clypeola jonthlaspi es troben en llocs rocosos i garrigues; la primera, sovint en indrets nitrificats. Són rupícoles la col borda i les Arabis. Els créixens viuen en indrets amb aigua dolça, embassada o no.

## Endemismes als Països Catalans
- Col borda, endemisme de Mallorca.[1]
- Diplotaxis ibicensis, a les Illes Balears i a Alacant.[1]

## Usos
En aquesta família de plantes destaquen les espècies d'interès agrícola destinades a l'alimentació, com les cols, el nap o el rave. Les llavors d'algunes espècies dels gèneres Brassica i Sinapis es fan servir en la confecció de la mostassa. Altres espècies, com el creixen, l'herba de sang, Cardaria draba i la colrave es mengen en amanida. Algunes, com la colza, tenen àcid erúcic a les llavors, que les fa incomestibles, encara que amb modificació genètica es pot eliminar. La majoria, però, són comestibles.
Algunes espècies es poden usar com a ornamentació en jardins, com els carraspics i senyorets (espècies d'Iberis), el violer blanc i el violer groc o els setins.
D'altres tenen propietats medicinals conegudes, com els caps blancs, el pa i formatge, la ruca, la ravenissa groga, la mostassa blanca, Sisymbrium irio i Sisymbrium officinale.

## Taxonomia

### Gèneres
Dins d'aquesta família es reconeixen els 354 gèneres següents:
- Abdra Greene
- Acirostrum Y.Z.Zhao
- Acuston Raf.
- Aethionema W.T.Aiton
- Aimara Salariato & Al-Shehbaz
- Alliaria Heist. ex Fabr.
- Alshehbazia Salariato & Zuloaga
- Altriarabis Y.Z.Zhao
- Alyssoides Mill.
- Alyssopsis Boiss.
- Alyssum L.
- Ammosperma Hook.f.
- Anastatica L.
- Ancashia Al-Shehbaz, Salariato, A.Cano & Zuloaga
- Andrzeiowskia Rchb.
- Anelsonia J.F.Macbr. & Payson
- Anzhengxia Al-Shehbaz & D.A.German
- Aphragmus Andrz. ex DC.
- Aplanodes Marais
- Arabidella (F.Muell.) O.E.Schulz
- Arabidopsis Heynh.
- Arabis L.
- Arcyosperma O.E.Schulz
- Armoracia G.Gaertn., B.Mey. & Scherb.
- Aschersoniodoxa Gilg & Muschl.
- Asperuginoides Rauschert
- Asta Klotzsch ex O.E.Schulz
- Atacama Toro-Núñez, Mort & Al-Shehbaz
- Atelanthera Hook.f. & Thomson
- Athysanus Greene
- Aubrieta Adans.
- Aurinia (L.) Desv.
- Baimashania Al-Shehbaz
- Ballantinia Hook.f. ex Airy Shaw
- Barbamine A.P.Khokhr.
- Barbarea W.T.Aiton
- Bengt-jonsellia Al-Shehbaz
- Berteroa DC.
- Bifurcipilus Y.Z.Zhao
- Biscutella L.
- Bivonaea DC.
- Blennodia R.Br.
- Boechera Á.Löve & D.Löve
- Borealandea Al-Shehbaz, Salariato, A.Cano & Zuloaga
- Bornmuellera Hausskn.
- Borodinia Busch
- Botschantzevia Nabiev
- Brachypus Ledeb.
- Brassica L.
- Braya Sternb. & Hoppe
- Bunias L.
- Cakile Mill.
- Calepina Adans.
- Calymmatium O.E.Schulz
- Camelina Crantz
- Camelinopsis A.G.Mill.
- Capsella Medik.
- Cardamine L.
- Carinavalva Ising
- Carrichtera DC.
- Catenulina Soják
- Catolobus (C.A.Mey.) Al-Shehbaz
- Ceratocnemum Coss. & Balansa
- Chamira Thunb.
- Chartoloma Bunge
- Chaunanthus O.E.Schulz
- Chilocardamum O.E.Schulz
- Chlorocrambe Rydb.
- Chorispora R.Br. ex DC.
- Christolea Cambess.
- Chrysochamela (Fenzl) Boiss.
- Cithareloma Bunge
- Clastopus Bunge ex Boiss.
- Clausia Korn.-Trotzky
- Clypeola L.
- Cochlearia L.
- Coincya Rouy
- Conringia Heist. ex Fabr.
- Cordylocarpus Desf.
- Crambe L.
- Crambella Maire
- Cremolobus DC.
- Crucihimalaya Al-Shehbaz, O'Kane & R.A.Price
- Cryptospora Kar. & Kir.
- Cuprella Salmerón-Sánchez, Mota & Fuertes
- Cusickiella Rollins
- Cymatocarpus O.E.Schulz
- Dactylocardamum Al-Shehbaz
- Degenia Hayek
- Delpinophytum Speg.
- Descurainia Webb & Berthel.
- Diceratella Boiss.
- Dichasianthus Ovcz. & Yunusov
- Dictyophragmus O.E.Schulz
- Didesmus Desv.
- Didymophysa Boiss.
- Dielsiocharis O.E.Schulz
- Dilophia Thomson
- Dimorphocarpa Rollins
- Diplotaxis DC.
- Dipoma Franch.
- Diptychocarpus Trautv.
- Dithyrea Harv.
- Dontostemon Andrz. ex C.A.Mey.
- Douepea Cambess.
- Draba Dill. ex L.
- Drabastrum (F.Muell.) O.E.Schulz
- Drabella (DC.) Fourr.
- Dryopetalon A.Gray
- Dvorakia D.A.German
- Eigia Soják
- Enarthrocarpus Labill.
- Englerocharis Muschl.
- Eremobium Boiss.
- Eremoblastus Botch.
- Eremophyton Bég.
- Eruca Mill.
- Erucaria Gaertn.
- Erucastrum (DC.) C.Presl
- Erysimum Tourn. ex L.
- Euclidium W.T.Aiton
- Eudema Bonpl.
- Eutrema R.Br.
- Exhalimolobos Al-Shehbaz & C.D.Bailey
- Farsetia Turra
- Fezia Pit. ex Batt.
- Fibigia Medik.
- Foleyola Maire
- Fortuynia Shuttlew. ex Boiss.
- Fourraea Greuter & Burdet
- Galitzkya V.V.Botschantz.
- Geococcus J.Drumm. ex Harv.
- Glastaria Boiss.
- Goerkemia Yıld.
- Goldbachia DC.
- Gongylis Theophr. ex Molinari & Sánchez Och.
- Graellsia Boiss.
- Guiraoa Coss.
- Gynophorea Gilli
- Halimolobos Tausch
- Harmsiodoxa O.E.Schulz
- Hedinia Ostenf.
- Heldreichia Boiss.
- Heliophila Burm.f. ex L.
- Hemicrambe Webb
- Hemilophia Franch.
- Henophyton Coss. & Durieu
- Hesperidanthus Rydb.
- Hesperis L.
- Hirschfeldia Münchh.
- Hollermayera O.E.Schulz
- Hormathophylla Cullen & T.R.Dudley
- Hornungia Rchb.
- Horwoodia Turrill
- Hurkaea Al-Shehbaz, M.Koch, R.Karl & D.A.German
- Ianhedgea Al-Shehbaz & O'Kane
- Iberis Dill. ex L.
- Idahoa A.Nelson & J.F.Macbr.
- Iljinskaea Al-Shehbaz, Özüdoğru & D.A.German
- Iodanthus Torr. & A.Gray
- Ionopsidium Rchb.
- Irania Hadač & Chrtek
- Irenepharsus Hewson
- Isatis Tourn. ex L.
- Iskandera N.Busch
- Ivania O.E.Schulz
- Kernera Medik.
- Kremeriella Maire
- Lachnocapsa Balf.f.
- Lachnoloma Bunge
- Ladakiella D.A.German & Al-Shehbaz
- Leavenworthia Torr.
- Leiospora (C.A.Mey.) F.Dvořák
- Lemphoria O.E.Schulz
- Lepidium L.
- Lepidostemon Hook.f. & Thomson
- Lepidotrichum Velen. & Bornm.
- Leptaleum DC.
- Litwinowia Woronow
- Lobularia Desv.
- Lonchophora Durieu
- Lunaria Tourn. ex L.
- Lutzia Gand.
- Lycocarpus O.E.Schulz
- Lyrocarpa Hook. & Harv.
- Lysakia Esmailbegi & Al-Shehbaz
- Machaerophorus Schltdl.
- Macropodium W.T.Aiton
- Malcolmia W.T.Aiton
- Mancoa Wedd.
- Marcus-kochia Al-Shehbaz
- Maresia Pomel
- Mathewsia Hook. & Arn.
- Matthiola W.T.Aiton
- Megacarpaea DC.
- Megadenia Maxim.
- Meniocus Desv.
- Menkea Lehm.
- Menonvillea DC.
- Metashangrilaia Al-Shehbaz & D.A.German
- Microlepidium F.Muell.
- Microstigma Trautv.
- Morettia DC.
- Moricandia DC.
- Moriera Boiss.
- Morisia J.Gay
- Mostacillastrum O.E.Schulz
- Mummenhoffia Esmailbegi & Al-Shehbaz
- Murbeckiella Rothm.
- Muricaria Desv.
- Mutarda Bernh.
- Myagrum L.
- Nasturtiopsis Boiss.
- Nasturtium W.T.Aiton
- Neotorularia Hedge & J.Léonard
- Nerisyrenia Greene
- Neslia Desv.
- Neuontobotrys O.E.Schulz
- Nevada N.H.Holmgren
- Noccaea Moench
- Noccaeopsis F.K.Mey.
- Noccidium F.K.Mey.
- Notoceras W.T.Aiton
- Notothlaspi Hook.f.
- Ochthodium DC.
- Octoceras Bunge
- Odontarrhena C.A.Mey.
- Olimarabidopsis Al-Shehbaz, O'Kane & R.A.Price
- Onuris Phil.
- Oreoloma Botsch.
- Oreophyton O.E.Schulz
- Ornithocarpa Rose
- Orychophragmus Bunge
- Otocarpus Durieu
- Pachycladon Hook.f.
- Pachymitus O.E.Schulz
- Pachyneurum Bunge
- Pachyphragma Rchb.
- Parlatoria Boiss.
- Parodiodoxa O.E.Schulz
- Parolinia Webb
- Parrya R.Br.
- Parryodes Jafri
- Paysonia O'Kane & Al-Shehbaz
- Peltaria Jacq.
- Peltariopsis (Boiss.) N.Busch
- Pennellia Nieuwl.
- Petiniotia J.Léonard
- Petrocallis W.T.Aiton
- Petroravenia Al-Shehbaz
- Phlebolobium O.E.Schulz
- Phlegmatospermum O.E.Schulz
- Phoenicaulis Nutt.
- Phravenia Al-Shehbaz & Warwick
- Phyllolepidum Trinajstić
- Physaria A.Gray
- Physoptychis Boiss.
- Physorhynchus Hook.
- Plagioloba (C.A.Mey.) Rchb.
- Planodes Greene
- Polyctenium Greene
- Polypsecadium O.E.Schulz
- Pringlea Anderson ex Hook.f.
- Pseuderucaria O.E.Schulz
- Pseudoarabidopsis Al-Shehbaz, O'Kane & R.A.Price
- Pseudocamelina (Boiss.) N.Busch
- Pseudodraba Al-Shehbaz, D.A.German & M.Koch
- Pseudoturritis Al-Shehbaz
- Pseudovesicaria (Boiss.) Rupr.
- Psychine Desf.
- Pterygostemon V.V.Botschantz.
- Ptilotrichum C.A.Mey.
- Pugionium Gaertn.
- Pulvinatusia J.P.Yue, H.L.Chen, Al-Shehbaz & H.Sun
- Pycnoplinthopsis Jafri
- Pycnoplinthus O.E.Schulz
- Quezeliantha H.Scholz
- Quidproquo Greuter & Burdet
- Raffenaldia Godr.
- Raphanorhyncha Rollins
- Raphanus L.
- Rapistrum Crantz
- Resetnikia Španiel, Al-Shehbaz, D.A.German & Marhold
- Rhammatophyllum O.E.Schulz
- Rhizobotrya Tausch
- Ricotia L.
- Robeschia Hochst. ex O.E.Schulz
- Romanschulzia O.E.Schulz
- Rorippa Scop.
- Rudolf-kamelinia Al-Shehbaz & D.A.German
- Rytidocarpus Coss.
- Sandbergia Greene
- Sarcodraba Gilg & Muschl.
- Savignya DC.
- Scambopus O.E.Schulz
- Scapiarabis M.Koch, R.Karl, D.A.German & Al-Shehbaz
- Schimpera Steud. & Hochst. ex Endl.
- Schizopetalon Sims
- Schouwia DC.
- Schrenkiella D.A.German & Al-Shehbaz
- Scoliaxon Payson
- Selenia Nutt.
- Shangrilaia Al-Shehbaz, J.P.Yue & H.Sun
- Shehbazia D.A.German
- Sibara Greene
- Sinalliaria X.F.Jin, Y.Y.Zhou & H.W.Zhang
- Sinapidendron Lowe
- Sinapis L.
- Sinoarabis R.Karl, D.A.German, M.Koch & Al-Shehbaz
- Sisymbrella Spach
- Sisymbriopsis Botsch. & Tzvelev
- Sisymbrium L.
- Smelowskia C.A.Mey.
- Sobolewskia M.Bieb.
- Solms-laubachia Muschl.
- Sphaerocardamum S.Schauer
- Spryginia Popov
- Stanleya Nutt.
- Stenodraba O.E.Schulz
- Stenodrabopsis Al-Shehbaz, Salariato, A.Cano & Zuloaga
- Stenopetalum R.Br. ex DC.
- Sterigmostemum M.Bieb.
- Stevenia Adams & Fisch.
- Streptanthella Rydb.
- Streptanthus Nutt.
- Streptoloma Bunge
- Strigosella Boiss.
- Subularia L.
- Succowia Medik.
- Synstemon Botsch.
- Synthlipsis A.Gray
- Takhtajaniella V.E.Avet.
- Teesdalia W.T.Aiton
- Terraria T.J.Hildebr. & Al-Shehbaz
- Tetracme Bunge
- Thelypodiopsis Rydb.
- Thelypodium Endl.
- Thlaspi L.
- Thysanocarpus Hook.
- Tomostima Raf.
- Trichotolinum O.E.Schulz
- Tropidocarpum Hook.
- Turritis Tourn. ex L.
- Vella L.
- Veselskya Opiz
- Warea Nutt.
- Weberbauera Gilg & Muschl.
- Xerodraba Skottsb.
- Yinshania Ma & Y.Z.Zhao
- Yosemitea P.J.Alexander & Windham
- Yunkia Salariato & Al-Shehbaz
- Zahora Lemmel & M.Koch
- Zilla Forssk.
- Zuloagocardamum Salariato & Al-Shehbaz